# Letord 1
Letord Let.1 a jeho varianty byly průzkumné letouny vyráběné ve Francii v průběhu první světové války společností Letord podle návrhu konstrukční kanceláře Letecké technické sekce (Section téchnique de l'aéronautique) Francouzského armádního letectva vedené plukovníkem Dorandem.

## Vznik a vývoj
Letord 1 začal vznikat v dubnu 1916 na základě požadavku Francouzské armády na nový letoun kategorie A.3 (triplace corps d'armée, třímístný letoun určený pro průzkum na úrovni armádního sboru). Ve spolupráci mezi armádní Section téchnique de l'aéronautique a společností Letord vznikl rozměrný dvouplošník se záporným stupněním křídel a horním křídle o větším rozpětí, poháněný dvěma motory Hispano-Suiza 8A umístěnými na dolním křídle. Pevný podvozek byl ostruhového typu, se zdvojenými koly hlavního podvozku umístěnými pod motorovými gondolami, a s pomocnou podvozkovou nohou s jedním kolem umístěnou na přídi, jejíž rolí mělo být zabránění převrácení letadla na nos při vzletu a přistání na nezpevněných polních letištích. Posádka se skládala z pilota, jehož kokpit se nacházel v prostoru pod odtokovou hranou horního křídla, a dvou pozorovatelů-střelců, z nichž jeden seděl za pilotem, a druhý ve stanovišti na přídi trupu, a obsluhujících buď jednoduchý nebo zdvojený kulomet Lewis ráže 7,7 mm na oběžných okruzích. Letoun mohl také nést až 136 kg pum.:s.294
Pozdějším vývojem vznikly varianty Letord 2, Letord 4 a Letord 5, lišící se zejména instalovanými pohonnými jednotkami.:s.291
Počet vyrobených exemplářů typu není přesně znám, ale odhaduje se na 250-300 kusů.:s.292

## Operační nasazení
Letouny Letord se na frontě objevily v roce 1917, a ve výzbroji letek vybavených průzkumnými letouny kratšího doletu, například Dorand AR, Farman MF.11 a MF.40, Salmson 2, Sopwith Strutter a SPAD S.XI, doplňovaly ve třech až čtyřech kusech jejich hlavní výzbroj. Třímístné průzkumné Letordy se tak objevily ve výzbroji letek MF 2, C 4, F 8, C 9, C 10, C 16, SPA-Bi 20, C 30, C 39, SAL 40, C 53, AR 58, AR 59, C 61, F 72, SAL 122, MF 211, R 209, SOP 214, SOP 219, SOP 221, SOP 223, SOP 227, SOP 231 a SOP 237.:s.291 Kromě dálkové průzkumné role plnily někdy i funkci stíhacího doprovodu slaběji vyzbrojených průzkumných letounů, a byly nasazovány i k bombardování. V listopadu 1917 bylo na západní frontě aktivních 121 kusů typu, ale poté začal jejich počet klesat, a není pravděpodobné, že by vydržely v prvoliniové službě až do konce války.:s.291
Jedinou letkou Francouzského armádního letectva, jejíž výzbroj se plně skládala z průzkumných Letordů, byla LET 46, vzniklá v březnu 1917 z letky R 46, předtím vyzbrojené Caudrony R.4, a operující postupně v podřízenosti 3., 6., 4. a 8. armády.:s.291 Po přezbrojení typem Caudron R.11 v únoru 1918 se její označení změnilo zpět na R 46.
V menším množství se tyto letouny objevily i u jednotek Francouzského námořního letectva, které je ale do výzbroje ve větším rozsahu nezařadilo.:s.292

## Varianty

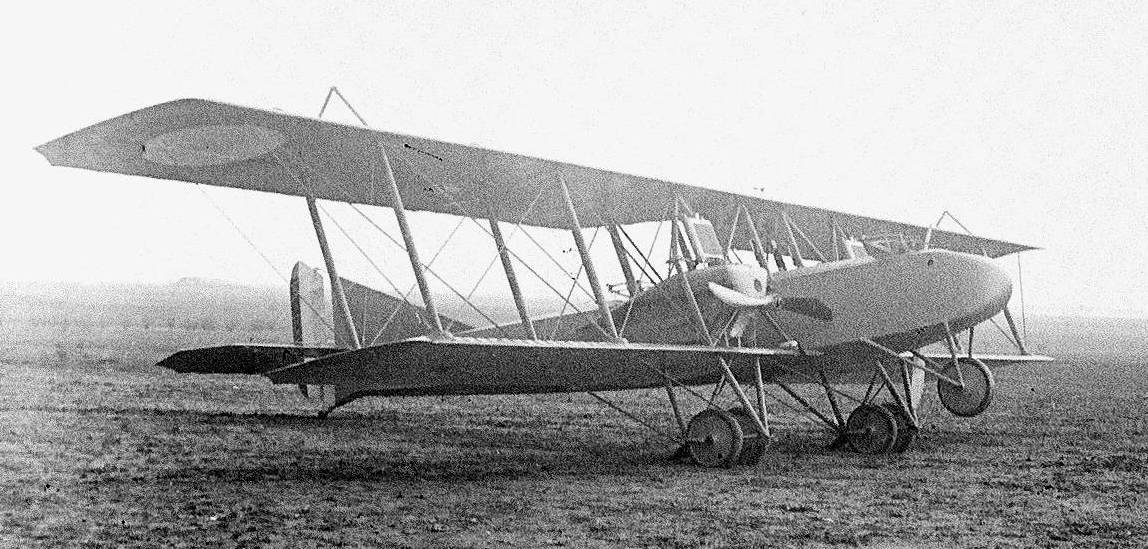
Letord Let.4

Let.1
Původní průzkumná varianta s motory Hispano-Suiza 8A o výkonu 150 hp.
Let.2
Varianta s motory Hispano-Suiza 8Ba o výkonu 200 hp.
Let.4
Provedení s motory Lorraine-Dietrich 8A o výkonu 160 hp. Nosnost pum byla zvýšená na 150 kg, a typ byl často užíván jako lehký bombardér.:s.291
Let.5
Varianta s motory Lorraine-Dietrich 8Fb o výkonu 240 hp, a bez pomocné příďové podvozkové nohy. Vyrobeno celkem 51 kusů.:s.291

## Uživatelé
- Francie
  - Aéronautique militaire
  - Aéronautique navale

## Specifikace (Letord Let.1)

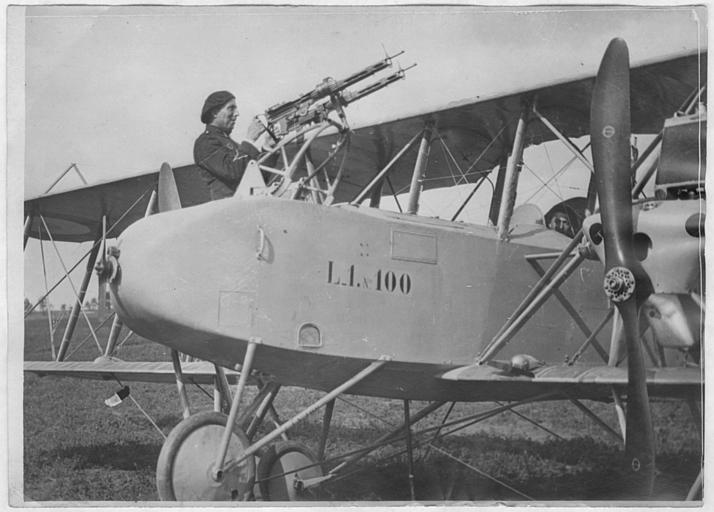
Letord Let.1

Údaje podle publikace French Aircraft of the First World War:s.294

### Technické údaje
- Posádka: 3 (pilot a dva pozorovatelé/střelci)
- Délka: 11,17 m
- Rozpětí: 17,95 m
- Výška: 3,66 m
- Nosná plocha: 61,4 m²
- Prázdná hmotnost: 1 250 kg
- Vzletová hmotnost:  1 900 kg
- Pohonná jednotka: 2 × osmiválcový vidlicový motor Hispano-Suiza 8A
- Výkon pohonné jednotky:  150 hp (111,85 kW)

### Výkony
- Maximální rychlost: 
  - ve výši 1000 m: 150 km/h
  - ve výši 4000 m: 135,5 km/h
- Dostup: 5 200 m
- Výstup do výše 1000 m: 5 minut a 20 sekund
- Výstup do výše 3000 m: 21 minut a 30 sekund
- Výstup do výše 4000 m: 36 minut
- Dolet: 350 km
- Vytrvalost: 3 hodiny

### Výzbroj
- 3–4 × pohyblivý kulomet Lewis ráže 7,7 mm
- 136 kg pum